# Cauchyovská posloupnost
Cauchyovská posloupnost (také bolzanovská posloupnost) je taková posloupnost prvků metrického prostoru (tj. množiny, na které je definována vzdálenost mezi každými dvěma prvky), jejíž členy se k sobě blíží libovolně blízko. Každá konvergentní posloupnost je nutně cauchyovská. Obráceně to platí pouze v úplném metrickém prostoru – v úplném metrickém prostoru má každá cauchyovská posloupnost limitu.

## Definice
V metrickém prostoru M s metrikou {\displaystyle \rho } je posloupnost {\displaystyle (x_{1},x_{2},\ldots )} cauchyovská, pokud pro každou libovolně malou (ale nenulovou) vzdálenost platí, že od jistého bodu jsou všechny členy posloupnosti k sobě blíže než je tato vzdálenost. Tuto tzv. Bolzanova-Cauchyho podmínku lze formálně zapsat
{\displaystyle (\forall \varepsilon >0)(\exists n_{0}\in \mathbb {N} )(\forall n\in \mathbb {N} )(\forall m\in \mathbb {N} )(n>n_{0}\land m>n_{0}\Rightarrow \rho (x_{n},x_{m})<\varepsilon )}.
Definici lze aplikovat i na racionální a reálná čísla (jakožto jednorozměrný metrický prostor s eukleidovskou metrikou):
Posloupnost {\displaystyle (a_{i})_{i\in \mathbb {N} }} racionálních nebo reálných čísel je cauchyovská, pokud ke každému {\displaystyle \varepsilon >0} existuje index {\displaystyle n_{0}} takový, že jím počínaje jsou všechny následující členy od sebe vzdáleny o méně než {\displaystyle \varepsilon }:
{\displaystyle \forall \varepsilon >0\quad \exists n_{0}\in \mathbb {N} \quad \forall m,n\geq n_{0}\colon \quad \left|a_{m}-a_{n}\right|<\varepsilon }.
Množina racionálních čísel není úplná, takže cauchyovská posloupnost racionálních čísel nemusí mít limitu (může konvergovat k iracionálnímu číslu). Množina reálných čísel úplná je, takže každá cauchyovská posloupnost reálných čísel má limitu.

## Důsledky definice
- Každá konvergentní posloupnost v metrickém prostoru je cauchyovská, tzn. Bolzanova-Cauchyho podmínka je nutná podmínka konvergence, nikoli však obecně postačující (viz příklad racionálních čísel). Metrický prostor {\displaystyle \mathbb {A} }, v kterém má každá cauchyovská posloupnost limitu, která náleží do tohoto metrického prostoru {\displaystyle \mathbb {A} }, se nazývá úplný metrický prostor.
- Každá konvergentní posloupnost reálných čísel je cauchyovská a naopak. Bolzanova-Cauchyho podmínka je nutná a postačující podmínka konvergence v reálném oboru. Cauchyovská posloupnost racionálních čísel však může mít iracionální limitu.
- Každá cauchyovská posloupnost je omezená. Z Bolzanovy–Weierstrassovy věty pak plyne, že každá cauchyovská posloupnost reálných čísel je už konvergentní, tzn. že prostor reálných čísel je úplný.

## Příklady
- Harmonická posloupnost {\displaystyle {\frac {1}{n}}} je cauchyovská.
Důkaz: Pro libovolně zvolené {\displaystyle \varepsilon >0} lze vždy najít {\displaystyle n_{0}>{\frac {1}{\varepsilon }}} tak, že pro libovolná {\displaystyle n\geq m>n_{0}} platí
{\displaystyle |a_{m}-a_{n}|=\left|{\frac {1}{m}}-{\frac {1}{n}}\right|=\left|{\frac {n-m}{mn}}\right|\leq {\frac {n}{mn}}={\frac {1}{m}}<{\frac {1}{n_{0}}}<\varepsilon }.
- Posloupnost racionálních čísel {\displaystyle (1+1/n)^{n}} je cauchyovská, ale její limita je Eulerovo číslo, což je číslo iracionální. Prostor racionálních čísel (s eukleidovskou metrikou) proto není úplný metrický prostor.

## Použití
Pomocí cauchyovské posloupnosti se definuje úplný metrický prostor. V něm cauchyovské posloupnosti a konvergentní posloupnosti splývají. To pak přináší výhodu při určování, zda posloupnost má limitu, neboť stačí ověřit, zda je cauchyovská, bez nutnosti samotnou limitu zjišťovat, jako např. u Banachovy věty o pevném bodě.